# Royal Entente Acren Lessines
Royale Entente Acren Lessines, afgekort tot REAL, is een Belgische voetbalclub uit Twee-Akren. De club is aangesloten bij de KBVB met stamnummer 2774 en heeft blauw als kleuren. De club ontstond in 2016 als fusie van Royale Entente Sportive Acrenoise en Royale Association Sportive Lessines-Ollignies en nam het stamnummer van eerstgenoemde club over. Deze club speelde in 2011 voor het eerst in de nationale reeksen.

## Geschiedenis
In maart 1939 sloot Entente Sportive Acrenoise zich aan bij de Belgische Voetbalbond en ging er in de regionale reeksen spelen. Men speelde op het terrein van een voormalige velodroom nabij de Moulins d'Acren. Aanvankelijk was de uitrusting hemelsblauw met een gele band, naar het azuur en goud, de kleuren van Twee-Akren. De club had in de beginjaren echter beperkte middelen en toen de clubsecretaris in Brussel op zoek ging naar een nieuwe uitrusting kwam die terug met een paars-witte uitrusting. Dit zouden voortaan de clubkleuren worden. De club kende een moeilijk beginperiode door de mobilisatie en de Tweede Wereldoorlog.
Na de oorlog bleef de club decennialang in de provinciale reeksen spelen, in tweede en derde provinciale. Eind jaren 60 ontstond supportersclub Les Camomilles. In de jaren 70 werden nieuwe jeugdploegen gecreëerd. In de loop der jaren verhuisde men een aantal keer van terrein, tot men een vaste plaatsvond, waar een infrastructuur werd uitgebouwd. Dit terrein kreeg uiteindelijk de naam Stade Vandermonst, naar de voorzitter André Vandermonst die in 1982 overleed. De huur van het terrein verliep echter in 1983 en men ging zich vestigen op een nieuw terrein bij het gehucht Wangrose, dat voortaan Stade Vandermonst heette. De vzw les Camomilles steunde ondertussen verschillende sportclubs, zoals ES Acrenoise, atletiekclub Athlétic Club de Lessines, volleybalclub Les Rangers en een vrouwengymclub. De vereniging beschikte over een terrein in het centrum van Twee-Akren, waar een sportcomplex werd uitgebouwd. De eerste ploeg van ES Acrenoise ging in dit complex spelen in het Stade des Camomilles; jeugdploegen speelden in het Stade Vandermonst.
Na verschillende seizoenen bij de beteren in tweede Provinciale slaagde Acrenoise er in 1985 in voor het eerst te promoveren naar Eerste Provinciale. De club bleef er de volgende decennia spelen. In 2011 behaalde men in de hoogste provinciale afdeling de titel. Na 25 jaar in de eerste provinciale promoveerde men zo voor het eerst naar de nationale reeksen.
In 2016 fusioneerde Entente Sportive Acrenoise met fusieclub Royale Association Sportive Lessines-Ollignies en ontstond Royale Entente Acren Lessines, kortweg REAL.

## Resultaten
| Seizoen                           | Klasse | Klasse | Klasse | Klasse | Klasse | Klasse | Reeks                                                    | Punten                                                   | Opmerkingen                                              |
|                                   | I      | I      | II     | III    | IV     | P.I    |                                                          |                                                          |                                                          |
| --------------------------------- | ------ | ------ | ------ | ------ | ------ | ------ | -------------------------------------------------------- | -------------------------------------------------------- | -------------------------------------------------------- |
| 2008/09                           |        |        |        |        |        | 2      | Eerste prov. Heneg                                       | 58                                                       |                                                          |
| 2009/10                           |        |        |        |        |        | 4      | Eerste prov. Heneg                                       | 52                                                       |                                                          |
| 2010/11                           |        |        |        |        |        | 1      | Eerste prov. Heneg                                       | 58                                                       |                                                          |
| 2011/12                           |        |        |        |        | 8      |        | Vierde klasse B                                          | 44                                                       |                                                          |
| 2012/13                           |        |        |        |        | 8      |        | Vierde klasse B                                          | 35                                                       |                                                          |
| 2013/14                           |        |        |        |        | 12     |        | Vierde klasse A                                          | 34                                                       |                                                          |
| 2014/15                           |        |        |        |        | 3      |        | Vierde klasse B                                          | 50                                                       |                                                          |
| 2015/16                           |        |        |        | 17     |        |        | Derde klasse A                                           | 28                                                       |                                                          |
| Als Royale Entente Acren Lessines |        |        |        |        |        |        |                                                          |                                                          |                                                          |
|                                   | 1A     | 1B     | 1Am    | 2Am    | 3Am    | P.I    | Vanaf 2016-17 zijn er 3 nationale en 2 regionale niveaus | Vanaf 2016-17 zijn er 3 nationale en 2 regionale niveaus | Vanaf 2016-17 zijn er 3 nationale en 2 regionale niveaus |
| 2016/17                           |        |        |        | 6      |        |        | Tweede klasse Am.                                        | 42                                                       |                                                          |
| 2017/18                           |        |        |        | 10     |        |        | Tweede klasse Am.                                        | 34                                                       |                                                          |
| 2018/19                           |        |        |        | 13     |        |        | Tweede klasse Am.                                        | 29                                                       |                                                          |
| 2019/20                           |        |        |        | 9      |        |        | Tweede klasse Am.                                        | 28                                                       | Competitie stopgezet wegens Covid-19                     |
| 2020/21                           |        |        |        | -      |        |        | Tweede afdeling ACFF                                     | -                                                        | Competitie geschrapt wegens Covid-19                     |
| 2021/22                           |        |        |        | 9      |        |        | Tweede afdeling ACFF                                     | 42                                                       |                                                          |
| 2022/23                           |        |        |        | 12     |        |        | Tweede afdeling ACFF                                     | 44                                                       |                                                          |
| 2023/24                           |        |        |        | 16     |        |        | Tweede afdeling ACFF                                     | 33                                                       |                                                          |
| 2024/25                           |        |        |        | 5      |        |        | Tweede afdeling ACFF                                     | 57                                                       |                                                          |
| 2025/26                           |        |        |        |        |        |        | Tweede Afdeling ACFF                                     |                                                          |                                                          |